# Mizonocara saksinae
Mizonocara saksinae är en insektsart som beskrevs av Leo L. Mishchenko 1989. Mizonocara saksinae ingår i släktet Mizonocara och familjen gräshoppor. Inga underarter finns listade i Catalogue of Life.